# Mszaniec (Stary Waliszów)
Mszaniec (niem. Mückenhäuser b. Habelschwerdt) – przysiółek wsi Stary Waliszów w Polsce, położony w województwie dolnośląskim, w powiecie kłodzkim, w gminie Bystrzyca Kłodzka, w Obniżeniu Bystrzycy Kłodzkiej, pomiędzy Starym Waliszowem na północy i Bystrzycą Kłodzką na zachodzie, na wysokości około 350–370 m n.p.m.
W latach 1975–1998 przysiółek administracyjnie należał do województwa wałbrzyskiego.

## Historia
Mszaniec powstał w XVIII wieku jako kolonia Starego Waliszowa. Osada nigdy się nie rozwinęła ani nie została samodzielną wsią, nawet wtedy kiedy w pobliżu zbudowano dużą cegielnię. Po 1945 roku Mszaniec pozostał małą osadą, a po reformie administracyjnej został włączony do Starego Waliszowa. Pod koniec XX wieku wybudowano tu podstację energetyczną dla Bystrzycy Kłodzkiej.

## Zabytki
W Mszańcu i okolicy zachowało się wyjątkowo dużo kapliczek i krzyży przydrożnych.

## Szlaki turystyczne
Przez Mszaniec przechodzi  szlak turystyczny z Bystrzycy Kłodzkiej do Ołdrzychowic Kłodzkich.